# Khalid Ait Ouarkhane
Khalid Aït Ouarkhane (en arabe : خالد آيت أورخان), né le 22 avril 2000 à Tata (Maroc), est un footballeur marocain qui joue au poste de milieu de terrain à l'AS FAR.

## Biographie

### En club

#### Formation à l'AS FAR
Khalid Aït Ouarkhane naît à Tata et intègre jeune le centre de formation de l'AS FAR à Rabat.
Le 21 avril 2019, il dispute ses premières minutes en professionnel dans le cadre d'un match d'un championnat contre l'Olympique Club de Safi en remplaçant Taoufik Safsafi à la 71e minute (défaite, 1-0). En fin de saison 2018-2019, il reçoit sa première titularisation contre le Moghreb Atlético Tetuán (défaite, 0-2).
Lors de la saison 2019-2020, il inscrit son premier but le 4 octobre 2020 contre le Raja de Béni Mellal (victoire, 0-3).
De retour de prêt à l'AS FAR pour la saison 2023-2024, il inscrit son premier doublé le 8 février 2024 contre le SCC Mohammédia et termine la saison en tant que vice-champion du Maroc,.

#### Prêts à Beni Mellal et à la JS Soualem
En janvier 2022, il est prêté durant six mois au Raja de Béni Mellal en D2 marocaine.
Le 9 août 2023, il est de nouveau prêté pour la durée d'une saison à la JS Soualem, club avec lequel il dispute 23 matchs et inscrit trois buts.

### Carrière internationale
En août 2019, il est sélectionné par Jamal Sellami avec l'équipe du Maroc -20 ans pour prendre part aux Jeux africains de 2019, se déroulant au Maroc.
En novembre 2019, il est sélectionné par Mark Wotte pour un stage de préparation avec l'équipe du Maroc olympique à El Jadida. Il dispute une double confrontation contre l'équipe du Gabon olympique.

## Palmarès

### En club
AS FAR
- Botola Pro :
  - Vice-champion : 2024.